# Viața noastră Volumul 2
Viața noastră Volumul 2 (1995-2005) este al 10-lea album (Volumul 2 din 2) al trupei B.U.G. Mafia. A fost lansat la data de 11 august 2009 la casa de discuri Casa Productions / Cat Music / Media Services. 
"Viața noastră Volumul 2, albumul este compus din 14 piese mai vechi, reinregistrate, mixate si masterizate si doar o piesa noua. Piesa noua se numeste "Cu tălpile arse", iar vocea feminina ii apartine mai putin cunoscutei Jasmine."
"Bro News a aflat câteva informații despre vânzarea albumului B.U.G. Mafia, Viața noastră Volumul 2, apărut împreună cu ziarul Gazeta Sporturilor. Calculul final al vânzărilor încă nu a fost făcut, însă „din 80.000 de exemplare, s-au vândut aproape toate, probabil toate, piața a reacționat perfect”, a declarat Caddillac pentru Bro News. Roxana Bodea, un reprezentant al ziarului Gazeta Sporturilor a declarat, de asemenea, că piața a reacționat bine, deși încă „nu s-a încheiat perioada de primire a returului”. Aceasta a spus și că „fanii de pe forumurile de specialitate erau încântați de asociere și de faptul că astfel, un album original B.U.G. Mafia a devenit mult mai accesibil."
Membrii trupei în acea vreme și în prezent: Caddillac, Tataee și Uzzi.

## Ordinea pieselor[7]
| Nr.             | Titlu                                        | Autor(i)                           | Text                      | Lungime |  |
| 1.              | „Cu tălpile arse” (Feat. Jasmine)            | Caddillac, Tataee, Uzzi și Jasmine | Caddillac, Tataee și Uzzi | 4:19    |  |
| 2.              | „Zi de zi” (Feat. ViLLy)                     | Uzzi, Caddillac, Tataee și ViLLy   | Caddillac, Uzzi și Tataee | 5:31    |  |
| 3.              | „România”                                    | Tataee, Uzzi și Caddillac          | Uzzi, Tataee și Caddillac | 4:31    |  |
| 4.              | „Hoteluri” (Feat. Mario)                     | Tataee, Caddillac, Uzzi și Mario   | Caddillac, Tataee și Uzzi | 3:41    |  |
| 5.              | „Hai sa fim high” (Feat. Jasmine)            | Uzzi, Caddillac și Jasmine         | Uzzi și Caddillac         | 4:09    |  |
| 6.              | „După blocuri”                               | Tataee, Caddillac și Uzzi          | Uzzi, Tataee și Caddillac | 4:35    |  |
| 7.              | „Nimic mai presus”                           | Uzzi, Caddillac și Tataee          | Caddillac, Uzzi și Tataee | 4:09    |  |
| 8.              | „Cine e cu noi” (Feat. Jasmine)              | Uzzi, Caddillac și Tataee          | Tataee, Uzzi și Caddillac | 4:27    |  |
| 9.              | „O lume nebună, nebună de tot” (Feat. ViLLy) | Caddillac, Uzzi, Tataee și ViLLy   | Caddillac, Uzzi și Tataee | 4:59    |  |
| 10.             | „La vorbitor”                                | Uzzi și Tataee                     | Uzzi                      | 3:48    |  |
| 11.             | „Născut și crescut în Pantelimon”            | Uzzi, Caddillac și Tataee          | Caddillac, Uzzi și Tataee | 3:45    |  |
| 12.             | „Poveste fără sfârșit” (Feat. Jasmine)       | Uzzi, Tataee, Caddillac și Jasmine | Uzzi, Tataee și Caddillac | 5:46    |  |
| 13.             | „Străzile” (Feat. Mario)                     | Uzzi, Caddillac, Tataee și Mario   | Tataee, Caddillac și Uzzi | 4:13    |  |
| 14.             | „Cât a trăit” (Feat. ViLLy)                  | Uzzi și ViLLy                      | Uzzi                      | 3:30    |  |
| 15.             | „În anii ce au trecut”                       | Caddillac, Tataee și Uzzi          | Uzzi, Caddillac și Tataee | 5:22    |  |
| Lungime totală: | Lungime totală:                              | Lungime totală:                    | Lungime totală:           | 66:45   |  |